# Пшеницин, Геннадий Александрович
Геннадий Александрович Пшеницин (Пшеницын; 1922, Ярославская губерния — 22 марта 1944, Херсонская область) — советский военнослужащий. Участник Великой Отечественной войны. Герой Советского Союза (1944, посмертно). Гвардии красноармеец.

## Биография
Геннадий Александрович Пшеницин родился в 1922 году в Ярославской губернии РСФСР в деревне Новинки Любимского уезда в крестьянской семье. Русский. Окончил семь классов неполной средней школы и курсы механизаторов. До призыва на военную службу жил в селе Закобякино Любимского района Ярославской области, работал трактористом на Закобякинской машинно-тракторной станции.
В ряды Рабоче-крестьянской Красной Армии Г. А. Пшеницин был призван Любимским районным военкоматом Ярославской области 22 сентября 1941 года. Прошёл подготовку в военном лагере, получил воинскую специальность пулемётчика. Весной 1942 года красноармеец Г. А. Пшеницин был направлен в Кузнецк, где шло формирование 76-го полевого укреплённого района. В боях с немецко-фашистскими захватчиками Геннадий Александрович с сентября 1942 года на Сталинградском фронте. Боевое крещение принял в Сталинградской битве в боях у озера Барманцак, где 76-й укрепрайон держал оборону в составе 51-й армии. Измотав противника в тяжёлых кровопролитных боях, войска 76-го укрепрайона 20 ноября 1942 года перешли в контрнаступление в рамках операции «Уран», и прорвав оборону немецких и румынских войск на своём участке, обеспечили ввод в прорыв частей 4-го механизированного и 4-го кавалерийского корпусов. 23 ноября 1943 года войска Сталинградского фронта в районе хутора Советский соединились с частями Юго-Западного фронта и замкнули кольцо окружения вокруг многотысячной группировки немецко-фашистских войск в Сталинграде. В декабре Геннадий Александрович принимал участие в отражении контрудара ударной группы «Гот», пытавшейся деблокировать оказавшуюся в сталинградском котле 6-ю армию Паулюса.
1 января 1943 года Сталинградский фронт был переименован в Южный и его войска начали наступление на ростовском направлении. В ходе Ростовской операции 76-й укрепрайон находился во втором эшелоне 51-й армии и был введён в бой ночью 12 февраля 1943 года. В составе своего подразделения красноармеец Г. А. Пшеницин участвовал в освобождении города Аксая и разгроме немецко-фашистских войск северо-западнее Ростова-на-Дону. Затем Геннадий Александрович сражался на линии немецкой обороны Миус-фронт. За мужество личного состава в Сталинградской битве 1 мая 1943 года 76-й укреплённый район был преобразован в 1-й гвардейский, а батальон, в которой служил пулемётчик Г. А. Пшеницин, стал 8-м отдельным гвардейским пулемётно-артиллерийским батальоном. Летом и осенью 1943 года гвардейцы в составе 44-й и 28-й армий Южного (с 20 октября 1943 года — 4-го Украинского) фронта участвовали в освобождении районов Донбасса и Запорожской области (Донбасская и Мелитопольская операции). Геннадий Александрович участвовал в освобождении Таганрога и Осипенко. После ликвидации Никопольского плацдарма противника 28-я армия, в состав которой на тот момент входил 1-й гвардейский укрепрайон, 1 марта 1944 года была передана 3-му Украинскому фронту. Красноармеец Г. А. Пшеницин особо отличился при форсировании Днепровского лимана и в боях за плацдарм на его правом берегу.
6 марта 1944 года войска 3-го Украинского фронта перешли в наступление в рамках Березнеговато-Снигирёвской операции. Действовавшая на южном участке фронта 28-я армия форсировала Днепр южнее Каховки и 11 марта овладела крупным опорным пунктом обороны противника городом Бериславом. Развивая наступление, основные силы армии нанесли удар вдоль правого берега Днепра в направлении Херсона. 13 марта 1943 года занимавшие позиции на левом берегу Днепровского лимана войска 1-го гвардейского укреплённого района получили задачу форсировать залив и занять плацдарм на его правом берегу, создав таким образом угрозу тылам оборонявшейся в районе Херсона группировки немецких и румынских войск. В тот же по заданию командования гвардии красноармеец Г. А. Пшеницин, взяв с собой пулемёт и двух бойцов, на небольшой шлюпке скрытно переправился через Днепровский лиман, и произведя разведку берега, наметил наиболее удобное место для высадки десанта. Оставив бойцов с пулемётом на берегу для прикрытия переправы своего батальона, Геннадий Александрович в одиночку пошёл на разведку прилегающей местности и на одной из небольших прибрежных возвышенностей обнаружил хорошо замаскированную огневую точку неприятеля, которая могла серьёзно осложнить захват плацдарма. Не долго думая, Пшеницин обошёл её с тыла и неожиданно для противника ворвался во вражеский окоп. Автоматной очередью он сразил трёх вражеских солдат и ещё одного взял в плен. Смелые и решительные действия гвардии красноармейца Г. А. Пшеницина позволили штурмовой группе батальона без потерь форсировать залив и закрепиться на плацдарме. Противник бросил на ликвидацию советского десанта крупные силы пехоты. В течение 16 марта гвардейцы на захваченном плацдарме отразили 6 яростных атак превосходящих сил противника. Гвардии красноармеец Г. А. Пшеницин в составе небольшой группы бойцов в течение нескольких часов сражался в полном окружении и лично из автомата уничтожил не менее 13 вражеских солдат. Группа стянула на себя значительные силы неприятеля, что не позволило ему расчленить силы десанта. Лишь когда стали заканчиваться патроны, группа пошла на прорыв. Забросав противника гранатами, гвардейцы вышли из окружения и соединились с основными силами десантной группы. Героические действия десанта 1-го гвардейского укрепрайона способствовали успешному наступлению 28-й армии на николаевском направлении. Противник был отброшен за Южный Буг. На левом берегу рек ему удалось удержать лишь небольшой плацдарм в районе города Николаева, который войскам 28-й армии предстояло ликвидировать до начала Одесской операции. 22 марта 1944 года при прорыве сильно укреплённой полосы обороны противника на ближних подступах к городу Николаеву у села Широкая Балка продвижение 8-го отдельного гвардейского пулемётно-артиллерийского батальона было остановлено шквальным пулемётным огнём. Обустроив огневую точку на небольшой возвышенности, противник простреливал всю прилегающую местность. Обвязавшись гранатами, гвардии красноармеец Г. А. Пшеницин выдвинулся вперёд, и ползком подобравшись к позициям неприятеля, метким броском гранаты уничтожил огневую точку, обеспечив тем самым продвижение батальона. В бою у Широкой Балки Геннадий Александрович был тяжело ранен, но продолжая вести огонь из автомата, упорно продвигался вперёд, пока вражеская пуля не оборвала его жизнь.
За образцовое выполнение боевых заданий командования на фронте борьбы с немецкими захватчиками и проявленные при этом отвагу и геройство указом Президиума Верховного Совета СССР от 3 июня 1944 года гвардии красноармейцу Пшеницину Геннадию Александровичу было присвоено звание Героя Советского Союза посмертно. Похоронен Г. А. Пшеницин в братской могиле советских воинов в сквере Славы в Корабельном районе города Николаева Украины.

## Награды
- Медаль «Золотая Звезда» (03.06.1944, посмертно);
- орден Ленина (03.06.1944, посмертно).

## Память
- Имя Героя Советского Союза Г. А. Пшеницина присвоено Николаевской общеобразовательной школе I—III ступеней № 14 Николаевского городского совета Николаевской области Украины. На здании школы установлена мемориальная доска.
- Именем Героя Советского Союза Г. А. Пшеницина названа улица в селе Новинки Любимского района Ярославской области.
- Именем Героя Советского Союза Г. А. Пшеницина названа улица в городе Любим Ярославской области.

## Комментарии
1. ↑  По другим данным[3] — родился в деревне Ура Мышкинского уезда, ныне — Некоузском районе Ярославской области.

## Документы
- Общедоступный электронный банк документов «Подвиг Народа в Великой Отечественной войне 1941—1945 гг.» Дата обращения: 10 августа 2013. Архивировано из оригинала 13 марта 2012 года.

Представление к званию Героя Советского Союза.
Указ Президиума Верховного Совета СССР о присвоении звания Героя Советского Союза.
- Обобщённый банк данных «Мемориал». Дата обращения: 10 августа 2013. Архивировано из оригинала 10 мая 2012 года.

Информация из списка захоронения З380-22.
Учётная карточка захоронения З380-22.
Схема захоронения З380-22.